# Muon
Hạt muon (tiếng Việt đọc là Muy ôn hay Muy ông) thuộc gia đình fermion, lớp lepton, thế hệ thứ hai.
Muon là một hạt cơ bản tương tự như electron, với điện tích −1 e và  spin của 1/2, nhưng với khối lượng lớn hơn nhiều. Nó được phân loại là lepton. Như trường hợp với các lepton khác, muon không được cho là có bất kỳ cấu trúc con nào - tức là, nó không được cho là bao gồm bất kỳ hạt đơn giản nào.
Muon là một hạt hạ nguyên tử không ổn định với tuổi thọ trung bình là 2.2 µs, dài hơn nhiều so với các hạt hạ nguyên tử khác. Như với sự phân rã của neutron phi tiểu học (với tuổi thọ khoảng 15 phút), phân rã muon chậm (theo tiêu chuẩn hạ nguyên tử) vì phân rã được trung gian bởi tương tác yếu độc quyền (chứ không phải là tương tác mạnh mẽ hơn hoặc tương tác điện từ) và bởi vì sự khác biệt về khối lượng giữa muon và tập hợp các sản phẩm phân rã của nó là nhỏ, cung cấp một vài mức động lực tự do để phân rã. Muon phân rã hầu như luôn luôn tạo ra ít nhất ba hạt, mà phải bao gồm một electron có cùng điện tích như muon và hai neutrino các loại khác nhau.
Giống như tất cả các hạt cơ bản, muon có một phản hạt tương ứng với điện tích đối diện (+1 e) nhưng khối lượng bằng nhau và spin: antimuon (còn được gọi là muon dương). Muons được biểu thị bằng μ⁻
 và antimuons bằng μ+
. Muon trước đây được gọi là meson mu, nhưng không được phân loại là meson bởi các nhà vật lý hạt hiện đại (xem § Lịch sử), và tên đó không còn được sử dụng bởi cộng đồng vật lý.
Muon có khối lượng  1057 MeV/c2, gấp khoảng 207 lần electron. Do khối lượng của chúng lớn hơn, muon không được gia tốc mạnh khi chúng chạm vào trường điện từ, và không phát ra nhiều bremsstrahlung (bức xạ giảm tốc). Điều này cho phép muon của một năng lượng nhất định thâm nhập sâu hơn vào vật chất hơn so với các electron vì sự giảm tốc của electron và muon chủ yếu là do mất năng lượng bởi cơ chế bremsstrahlung. Ví dụ, cái gọi là "muon thứ cấp", được tạo ra bởi các tia vũ trụ va vào khí quyển, có thể thâm nhập vào bề mặt Trái Đất, và thậm chí vào các mỏ sâu.
Bởi vì muon có khối lượng và năng lượng rất lớn so với năng lượng phân rã của phóng xạ, chúng không bao giờ được tạo ra bởi sự phân rã phóng xạ. Tuy nhiên, chúng được tạo ra với số lượng phong phú trong tương tác năng lượng cao trong vật chất bình thường, trong một số thí nghiệm gia tốc hạt nhất định với hadron, hoặc tự nhiên trong tương tác tia vũ trụ với vật chất. Những tương tác này thường tạo ra meson pi ban đầu, thường xuyên phân hủy thành muon.
Cũng như trường hợp của các lepton tích điện khác, muon có một neutrino muon liên kết, được biểu thị bằng ν
μ, không phải là hạt giống như neutrino electron, và không tham gia vào các phản ứng hạt nhân tương tự.

## Lịch sử
Muon được Carl D. Anderson và Seth Neddermeyer phát hiện tại Caltech vào năm 1936, khi nghiên cứu bức xạ vũ trụ. Anderson nhận thấy các hạt cong khác với electron và các hạt đã biết khác khi đi qua từ trường. Chúng được tích điện âm nhưng cong ít mạnh hơn các electron, nhưng mạnh hơn proton, cho các hạt có vận tốc giống nhau. Người ta cho rằng độ lớn của điện tích âm của chúng bằng với điện tích, và do đó tính đến sự khác biệt về độ cong, khối lượng của chúng lớn hơn một electron nhưng nhỏ hơn một proton. Do đó, Anderson ban đầu gọi hạt mới là mesotron, sử dụng tiền tố meso- từ từ tiếng Hy Lạp cho "giữa-". Sự tồn tại của muon đã được xác nhận vào năm 1937 bởi thí nghiệm buồng mây của  J. C. Street và E. C. Stevenson.

Một hạt có khối lượng trong dãy meson đã được dự đoán trước khi phát hiện ra bất kỳ meson nào, theo nhà lý thuyết Hideki Yukawa: